# Miami Dolphins
Miami Dolphins je profesionální klub amerického fotbalu, který sídlí v Miami ve státě Florida. V současné době je členem East Division (Východní divize) American Football Conference (AFC, Americké fotbalové konference) National Football League (NFL, Národní fotbalové ligy). Dolphins hrají domácí zápasy na Hard Rock Stadium na severním předměstí Miami Gardens, kde mají také své tréninkové centrum v Davie.
Klub založili Joe Robbie a Danny Thomas v roce 1965. Tým měl původně sídlit ve Philadelphii, ale na doporučení AFL se usadil v Miami, což vedlo o rok později k prodeji Thomasova podílu Robbiemu za 7,5 milionu dolarů. Ten klub připojil k AFL a přejmenoval ho na Miami Dolphins, samotný název byl vybrán hlasováním fanoušků a soupeřil s názvy jako Mariners, Marauders, Mustangs, Missiles, Moons, Sharks nebo Suns. Dolphins se v roce 1970 připojili k NFL a jsou nejstarším, nepřetržitě provozovaným profesionálním sportovním klubem ve státě Florida. Jediným předcházejícím týmem na Floridě byli Miami Seahawks, kteří hráli AAFC v roce 1946 a později se stali Baltimore Colts.
Tým se poprvé do Super Bowlu probojoval hned v sezóně 1971, ale prohrál s Dallas Cowboys 3:24. O rok později dosáhli Dolphins poprvé a naposledy v historii NFL perfektní sezóny, když zvítězili ve všech čtrnácti utkáních základní části, dvou zápasech play-off i Super Bowlu VII nad Washingtonem Redskins 14:7. V roce 1973 vítězství obhájili, a stali se tak prvním týmem, který se třikrát za sebou dostal Super Bowlu a druhým týmem (prvním z AFL/AFC), který titul obhájil. Miami se do Super Bowlu probojovalo ještě v letech 1983 a 1985, ale obě utkání prohrálo.
Po všechny rané sezóny vedl Dolphins z pozice hlavního trenéra Don Shula, nejúspěšnější kouč v historii profesionálního fotbalu, pokud jde o celkový počet vyhraných zápasů. Jeho týmy zaznamenaly zápornou bilanci pouze ve dvou z 26 sezón, ve kterých vedl tým jako hlavní trenér. Šest budoucích členů fotbalové Síně slávy hrálo za Miami během sedmdesátých let, včetně fullbacka Larryho Csonky, quarterbacka Boba Griese nebo linebackera Nicka Buonicontiho. Během osmdesátých a devadesátých let se quarterback Dolphins Dan Marino stal nejplodnější nahrávačem v historii NFL a překonal mnoho rekordů. Marino dovedl Dolphins k pěti divizním titulům, deseti účastem v play-off a jednom Super Bowlu předtím, než v 1999 ukončil kariéru.

## Hráči

### Členové Síně slávy profesionálního fotbalu

#### Hráči
- 42: Paul Warfield
- 39: Larry Csonka
- 62: Jim Langer
- 12: Bob Griese
- 66: Larry Little
- 57: Dwight Stephenson
- 85: Nick Buoniconti
- 13: Dan Marino
- 99: Jason Taylor

#### Funkcionáři
- Don Shula - trenér
- Bobby Beathard - ředitel hráčského odboru

### Vyřazená čísla
- 12: Bob Griese
- 13: Dan Marino
- 39: Larry Csonka

### Draft
Hráči draftovaní v prvním kole za posledních deset sezón:
| Rok  | Pořadí | Jméno hráče        | Pozice           | Univerzita                    |
| 2010 | 28     | Jared Odrick       | Defensive tackle | Pennsylvania State University |
| 2011 | 15     | Mike Pouncey       | Center           | University of Florida         |
| 2012 | 8      | Ryan Tannehill     | Quarteback       | Texas A&M University          |
| 2013 | 3      | Dion Jordan        | Defensive end    | University of Oregon          |
| 2014 | 19     | Ja'Wuan James      | Offensive tackle | University of Tennessee       |
| 2015 | 14     | DeVante Parker     | Wide receiver    | University of Louisville      |
| 2016 | 13     | Laremy Tunsil      | Offensive tackle | University of Mississippi     |
| 2017 | 22     | Charles Harris     | Defensive end    | University of Missouri        |
| 2018 | 11     | Minkah Fitzpatrick | Safety           | University of Alabama         |
| 2019 | 13     | Christian Wilkins  | Defensive tackle | Clemson University            |